# Leska (Chorwacja)
Leska – wieś w Chorwacji, w żupanii primorsko-gorskiej, w mieście Delnice. W 2011 roku liczyła 3 mieszkańców.